# Monsters University
Monsters University är en amerikansk animerad film från 2013 som producerades av Pixar Animation Studios och distribuerad av Walt Disney Studios Motion Pictures. Handlingen i filmen utspelar sig tio år före händelserna i den tidigare filmen Monsters, Inc. I den här filmen får man se när James P. "Sulley" Sullivan och Michael "Mike" Wazowski studerar vid universitetet för att bli de bästa Skrämmarna.
Filmen hade biopremiär i Sverige den 31 juli 2013.

## Rollista (i urval)
| Roll                       | Originalröster                         | Svenska röster                              |
| -------------------------- | -------------------------------------- | ------------------------------------------- |
| Michael "Mike" Wazowski    | Billy Crystal Noah Johnston (som barn) | Johan Ulveson Knut Sjöberg Brise (som barn) |
| James P. "Sulley" Sullivan | John Goodman                           | Allan Svensson                              |
| Randall Boggs              | Steve Buscemi                          | Jan Mybrand                                 |
| Dekanus Hardscrabble       | Helen Mirren                           | Marie Richardson                            |
| Kladdis                    | Peter Sohn                             | Olle Sarri                                  |
| Don                        | Joel Murray                            | Adde Malmberg                               |
| Terri                      | Sean Haynes                            | Karl Windén                                 |
| Terry                      | Dave Foley                             | Thomas Järvheden                            |
| Art                        | Charlie Day                            | Per Andersson                               |
| Professor Knight           | Alfred Molina                          | Torsten Wahlund                             |
| Johnny                     | Nathan Fillion                         | Peter Magnusson                             |